# Besneville
Besneville là một xã thuộc tỉnh Manche trong vùng Normandie tây bắc nước Pháp. Xã này có diện tích 18,27 km2, dân số năm 2006 là 516 người.